# Marco Scurria
Marco Scurria, född 18 maj 1967 i Rom, är en italiensk politiker. Har var ledamot av Europaparlamentet 2009–2014. Sin politiska karriär inledde Scurria på 1990-talet som ungdomspolitiker för Fronte della Gioventù, nyfascistiska MSI:s ungdomsorganisation.
I Europaparlamentet var Scurria med i Europeiska folkpartiets grupp. Hans italienska parti var för största delen av mandatperioden Frihetens folk men i april 2013 registrerades partibytet till Italiens bröder, ett parti som startades av avhoppare från Frihetens folk.